# Ambient

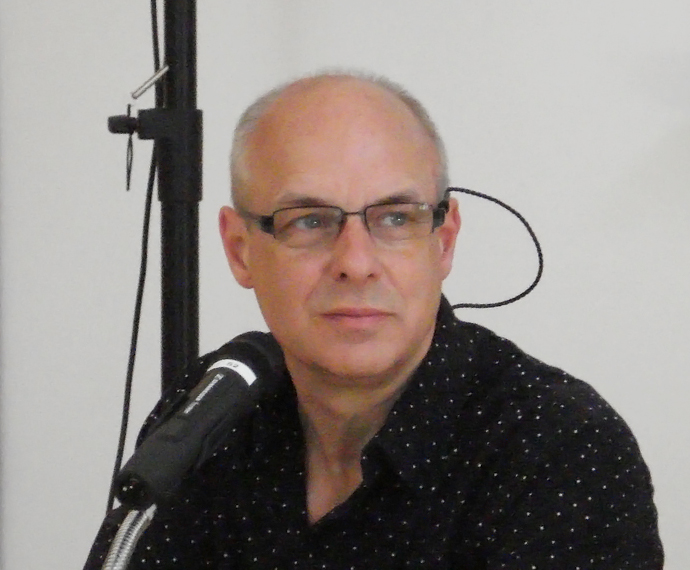
Brian Eno, einer der Pioniere des Ambient (2008).

Ambient ist eine Variante der elektronischen Musik, bei der sphärische, sanfte, langgezogene und warme Klänge dominieren. Rhythmus und Perkussion stehen bei der Ambient-Musik im Hintergrund oder sind überhaupt nicht vorhanden, sie erscheinen als subtile Perkussionstexturen, als Arpeggien oder in rhythmisch eingebrachten Melodie- und Bassverläufen. Häufig wird auch mit räumlichen Effekten, Soundscapes und Feldaufnahmen experimentiert, vielfach werden elektronische Orgeln (Keyboards) und Blasinstrumente eingesetzt. Auch Naturgeräuschkulissen, Sprache und Gesang haben ihren Platz. Die Musikstücke sind meist sehr langsam und lang, bauen sich oft gemächlich auf und gehen ineinander über, wobei sie selten einer klassischen Songstruktur folgen.
Bedeutende Vertreter, die in diesem Genre produzieren oder produzierten, sind Harold Budd, Geir Jenssen, Thomas Köner, Bill Laswell, Pete Namlook, Oöphoi, Robert Rich und Steve Roach.

## Geschichte
Der Futurist Francesco Balilla Pratella trat in seinem technischen Manifest bereits 1911 für Atonalität und irreguläre Rhythmik in der Musik ein. Luigi Russolo kündigte als Musik der Zukunft in seinem 1913 veröffentlichten futuristischen Manifest L'arte dei rumori die Geräuschkunst an und schrieb wie Pratella entsprechende Musikstücke. Russolo gilt heute als Wegbereiter der synthetischen Musik. 1920 komponierte Erik Satie die „Musik als Möbel“ (Musique d’ameublement, furniture music), die als Frühform von Ambient angesehen werden kann.
Als Begründer des Ambient gilt aber das frühere Roxy-Music-Mitglied Brian Eno, der den Stil mit der Veröffentlichung seines Albums Ambient 1: Music for Airports geprägt hat. Die Veröffentlichung war tatsächlich als Musik für öffentliche Gebäude wie Flughäfen gedacht. Sie hatte den Anspruch, sowohl für Durchreisende als auch für Wartende angenehm und interessant zu sein, selbst wenn die Wartezeit so lange ist, dass das Album mehrere Male hintereinander gespielt wird.

## Verwandte Stile
Die Grenzen zwischen Ambient und anderen Stilrichtungen der elektronischen Musik sind fließend. Eng verwandt mit Ambient ist beispielsweise Muzak, die gewöhnlich in Fahrstühlen, Kaufhäusern, Hotels und manchen Arbeitsumgebungen eingesetzt und mitunter als „Fahrstuhlmusik“ bezeichnet wird.
Ebenfalls mit Ambient verwandt ist Space Music, als deren bekanntester Vertreter der Amerikaner Jonn Serrie gilt.
Manchmal wird Dark Ambient, ein Genre, das vor allem dunkle und düstere Atmosphären zu erzeugen versucht, als ein Subgenre des Ambient kategorisiert. Trotz des Namens haben viele Künstler des Dark Ambient ihre Wurzeln primär im Industrial-Umfeld. Ein verwandtes Genre ist das besonders durch DJ Spooky bekannt gewordene Illbient. Einige Vertreter des Black Metal haben ihren Stil in (Dark) Ambient geändert oder beide Stile miteinander kombiniert. Beispiele sind Burzum, Darkspace und Vinterriket.

## Live Ambient
Live Ambient ist eine Spielart des Ambient ähnlich der Live-Elektronik in der Elektroakustischen Musik und Jam-Sessions im Jazz und Rock. Im Gegensatz zu den sonst im Studio von Einzelkünstlern arrangierten Kompositionen liegt der Schwerpunkt bei Live Ambient in der Gruppenimprovisation. Im Unterschied zu Bands ist sowohl die personelle Besetzung als auch die Aufgabenverteilung unter den teilnehmenden Musikern offen und variabel, es gibt keine festgelegte Stammbesetzung im üblichen Sinn. Die einzelnen Sessions sind öffentlich.
Des Weiteren legt das Live Ambient einen Fokus auf das musikalische und soziale Erleben während der Gruppenimprovisation, sowohl für die Musiker als auch das Publikum. Die kommerzielle Vermarktbarkeit der musikalischen Ergebnisse spielt hingegen eine untergeordnete Rolle. Anstelle von Alben werden Mitschnitte einer Session, die eventuell nachbearbeitet und in (benannte) Stücke aufgeteilt werden, und deren oft multimediale Dokumentation meist frei zugänglich gemacht.
Bereits 2002 gründeten Karsten Koch und Enzo Cage in München das Live-Ambient-Projekt Testrauschen. Im Jahr 2004 entstand hieraus das Projekt Spheric Lounge. Dieses Projekt entwickelte sich durch seine offene Struktur zu einem Forum für die Münchner Elektronikmusikszene und zog Videokünstler und Improvisationstänzer an. Bis Ende 2014 produzierte Spheric Lounge im Rahmen von 100 Sessions weit über 500 Live-Ambient-Musiktitel.
Inspiriert von Spheric Lounge entstanden seit 2006 weitere regionale Live-Ambient-Projekte. Hierunter die EK-Lounge im Rhein-Main-Gebiet und der Ambient Circle im Ruhrgebiet. Durch mehrere Live-Ambient-Festivals und die Vernetzung der verschiedenen Projekte entstand eine deutschsprachige Live-Ambient-Szene.